# ブラム・チャイコフスキー
ブラム・チャイコフスキー （Bram Tchaikovsky、本名：ピーター・ブラモル、Peter Bramall、1950年11月10日  - ）は、リンカンシャー出身の1978年から1981年にかけて活動したイギリスのボーカリスト兼ギタリストであると同時に同時期に活動したバンド名でもある。一般的に自身の名を冠するバンドを結成する前のモーターズ在籍時は個人名を指すが、モーターズ脱退後から1981年まではバンド名として認識されている。

## 来歴
ブラム・チャイコフスキーは、1977年からモーターズ（The Motors）というイギリスのパンク・ロック/パブロック・バンドに在籍していた。バンド脱退後は、ミッキー・ブロードベント（ベース、キーボード）とキース・ボイス（ドラム）と共に、自らの名前を冠したパワー・ポップ・バンドで活躍するようになった。他のメンバーには、デレク・バラード、デニス・フォーブス、ロード・リチャード・イッチンガム、キース・ラインなどがいた。
1979年に「ガール・オブ・マイ・ドリームス（Girl Of My Dreams）」がビルボード・ホット100で全米トップ40のヒットを記録。また、1979年2月には「サラ・スマイルズ（Sarah Smiles）」がオランダで第33位というマイナー・ヒットとなった。
1998年になって、日本のワーナーミュージック・ジャパンが「ブリティッシュ・ロック」復刻版シリーズの一部として『パワー・ポップの仕掛人』と『脅威の黒い影』という2枚のアルバムを、オリジナルのマスターテープと図版を使ってリリースした。どちらにもオリジナルの図版とライナーノーツに加え、詳しい経歴、詞、コメントが（日本語ではあるが）含まれていた。このCDは日本のみで入手できたが、現在は廃盤である。

## ディスコグラフィ

### アルバム
- 『パワー・ポップの仕掛け人』 - Strange Man, Changed Man (1979年）
- 『脅威の黒い影』 - The Russians are Coming (1980年） ※アメリカ版タイトル：Pressure
- Funland（1981年）
- Live at the Lochem Festival, 1979（2012年）
- Bram Tchaikovsky: Strange Men, Changed Men: The Complete Recordings 1978 – 1981（2018年）